# Unternehmenssteuerrecht
Das Unternehmenssteuerrecht umfasst die Gesamtheit aller Rechtsnormen, welche Grundlagen für die Unternehmensbesteuerung sind, insbesondere die Körperschaftsteuer, die Gewerbesteuer, die Umsatzsteuer sowie die Einkommensteuer bei Einzelunternehmen und Personengesellschaften. Es ist Teil des Wirtschaftsrechts. 
Es lässt sich grob in die Themenbereiche Besteuerung von Kapitalgesellschaften und in die Besteuerung von Personengesellschaften einteilen. 
Sofern es grenzüberschreitende Bereiche betrifft, kann zudem das internationale Steuerrecht gelten.